# Theo Pahlplatz
Theo Pahlplatz (* 3. April 1947 in Oldenzaal; † 2. Juli 2023) war ein niederländischer Fußballspieler und -trainer.

## Spielerkarriere

### Verein
Pahlplatz spielte in seinem Heimatort Oldenzaal für den Amateurverein Quick ’20. Im Juni 1964 konnte er mit dem Team die niederländische Amateur-Vizemeisterschaft feiern. Zu Beginn des Jahres 1966 wurden verschiedene Erstligavereine wie FC Twente Enschede, RSC Anderlecht, Sparta Rotterdam und AFC DWS auf den Stürmer aufmerksam. Schließlich sicherte sich der FC Twente die Dienste des Angreifers und lockte ihn für vorerst fünf Jahre nach Enschede. Zuvor stand Pahlplatz noch im Finale um die Amateurmeisterschaft, musste sich aber mit seinem Klub geschlagen geben. Gleich im ersten Jahr setzte er sich als Mittelstürmer durch und absolvierte 34 Spiele für seinen neuen Klub. Mit Twente platzierte sich Pahlplatz zwischen 1968 und 1976 immer unter die Top Fünf der Eredivisie. Zur Saison 1972/73 erreichte man das Halbfinale im UEFA-Pokal, zwei Jahre darauf sogar das Finale. Beide Male war gegen Borussia Mönchengladbach Endstation. 1975 und 1977 erreichte man das Endspiel um den nationalen KNVB-Pokal. 1977 konnte man den Titel gewinnen und qualifizierte sich somit für den Europapokal der Pokalsieger 1977/78. Dabei gelangte man bis ins Halbfinale. 1978/79 spielte Pahlplatz letztmals für Twente. Im Sommer 1979 wechselte er zum FC Epe nach Deutschland, für den er noch einige Zeit als Spielertrainer aktiv war.

### Nationalmannschaft
1964 debütierte Pahlplatz in der niederländischen Amateur-Fußballnationalmannschaft. Am 29. November 1967 spielte er schließlich erstmals für die A-Nationalmannschaft, als ihn Bondscoach Georg Keßler für die Partie gegen die Sowjetunion nominierte. Damit war Pahlplatz erster Nationalspieler aus Enschede seit dem Zweiten Weltkrieg. Am 1. November 1972 trug er letztmals das Trikot der Oranje. In dreizehn Spielen erzielte Pahlplatz drei Tore. Diese gelangen ihm am 26. März 1969 in der Qualifikation zum WM 1970 sowie am 17. November 1971 in der Quali zur Euro 1972, jeweils gegen Luxemburg. Wegen Piet Keizer, damals gesetzt auf dem linken Flügel, musste Pahlplatz in seiner Zeit für die Nationalmannschaft meist auf den rechten Flügel ausweichen, oder fand sich auf der Ersatzbank wieder.

## Erfolge als Spieler
- KNVB-Pokal mit Twente Enschede: 1976/77

## Nach der aktiven Karriere
Nach seiner aktiven Karriere war Pahlplatz seit 1994 als Scout für den FC Twente aktiv. Außerdem repräsentierte er den Verein bei Veranstaltungen und Events. Außerdem eröffnete der ehemalige Stürmer zwei Sportgeschäfte. Bevor er erneut zu Twente gelangte, hatte er als Kolumnist für Zeitungen gearbeitet.
Pahlplatz starb am 2. Juli 2023 nach langer Krankheit.

## Wissenswertes
Pahlplatz ist der Vater von Boudewijn Pahlplatz, der zwischen 1989 und 2002 ebenfalls in der Eredivisie aktiv war und unter anderem für Twente spielte.

## Einzelnachweis
1. ↑  FC Twente-legende Theo Pahlplatz (76) overleden. In: ad.nl. 2. Juli 2023, abgerufen am 2. Juli 2023 (niederländisch).

| Personendaten    | Personendaten                   |
| ---------------- | ------------------------------- |
| NAME             | Pahlplatz, Theo                 |
| KURZBESCHREIBUNG | niederländischer Fußballspieler |
| GEBURTSDATUM     | 3. April 1947                   |
| GEBURTSORT       | Oldenzaal, Niederlande          |
| STERBEDATUM      | 2. Juli 2023                    |